# В'юпарк
В'юпа́рк (англ. Viewpark) — місто в центрі Шотландії, в області Північний Ланаркшир.
Населення міста становить 16 090 осіб (2006).